# Lagenophora lanata
Lagenophora lanata là một loài thực vật có hoa trong họ Cúc. Loài này được A.Cunn. mô tả khoa học đầu tiên năm 1839.